# Wacław Szukiewicz
Wacław Szukiewicz (ur. 5 września 1896 w Olicie, zm. 1992 w Fort Lauderdale) – kapitan artylerii rezerwy Wojska Polskiego, inżynier chemik, wynalazca, działacz gospodarczy, od 1941 zamieszkały w Stanach Zjednoczonych.

## Życiorys
Urodził się w 1896 w Olicie, w rodzinie Ludwika Napoleona i Marii Teresy z Łukaszewiczów (ur. 1864). Był starszym bratem Romana (ur. 1900) i Zofii (1900–1990), która została żoną Władysława Surmackiego. Ojciec był synem powstańca styczniowego, zesłanego do guberni samarskiej, a matka była wnuczką Ludwika Narbutta i bratanicą Izydora Łukaszewicza, dowódcy oddziału powstańczego, który zginął w 1863 pod Słonimem.
W 1914 rozpoczął studia na wydziale budowy maszyn politechniki w Petersburgu. Przerwał je z powodu powołania do armii rosyjskiej, w której służył w latach 1914–1917. Po rewolucji październikowej dowodził jako podporucznik 150-osobowym oddziałem Samoobrony Lidzkiej, broniącym Ziemi Lidzkiej przed bolszewikami. Dowodził następnie pierwszym batalionem lidzkiego pułku piechoty Wojska Polskiego, po tym jak oddział został do niego włączony.
W 1925 ukończył studia na Wydziale Chemicznym Politechniki Warszawskiej. W latach 1925–1927 prowadził w Paryżu prace badawcze w dziedzinie chemii medycznej. W 1927, po powrocie do Polski, pracował w stacji doświadczalnej, badającej otrzymywanie gliceryny dynamitowej z masy cukrowej, a od 1929 rozpoczął badania nad kauczukiem syntetycznym. Od 1933 kierował Działem Syntezy Kauczuku w Chemicznym Instytucie Badawczym. Współautor opracowania katalitycznej metody produkcji kauczuku butadienowego (kauczuk erytrenowy) ze spirytusu (1935). Produkcję materiału, pod nazwą KER, uruchomiono w Dębicy w 1937.
29 stycznia 1932 został mianowany kapitanem ze starszeństwem z 2 stycznia 1932 i 29. lokatą w korpusie oficerów rezerwowych artylerii. Posiadał przydział w rezerwie do 1 Pułku Artylerii Przeciwlotniczej w Warszawie. 
Po wybuchu II wojny światowej wstąpił do wojska i przedostał się 19 września 1939 przez granicę rumuńską wraz ze swoim oddziałem. Rząd Rzeczypospolitej Polskiej na uchodźstwie skierował go do pracy nad produkcją sztucznego kauczuku we Włoszech, gdzie przebywał do czasu włączenia się tego kraju do wojny. W 1941 przybył do Stanów Zjednoczonych, gdzie nadal pracował nad kauczukiem syntetycznym, którego produkcję według opracowanej przez Polaków metody rozpoczęto w 1945. W latach 1946–1965 był konsultantem rządu argentyńskiego dla spraw przemysłowych, pracował także dla różnych amerykańskich firm chemicznych.

## Odznaczenia i wyróżnienia
- Krzyż Walecznych[9]
- Medal im. Prof. Wojciecha Świętosławskiego (1989)[10]